# Войводово (Врачанська область)
Войво́дово (болг. Войводово) — село у Врачанській області Болгарії. Входить до складу общини Мизія.

## Населення
За даними перепису населення 2011 року у селі проживали 264 особи, усі — болгари.
Розподіл населення за віком у 2011 році:
Динаміка населення: